# Schünemann-Brunnen

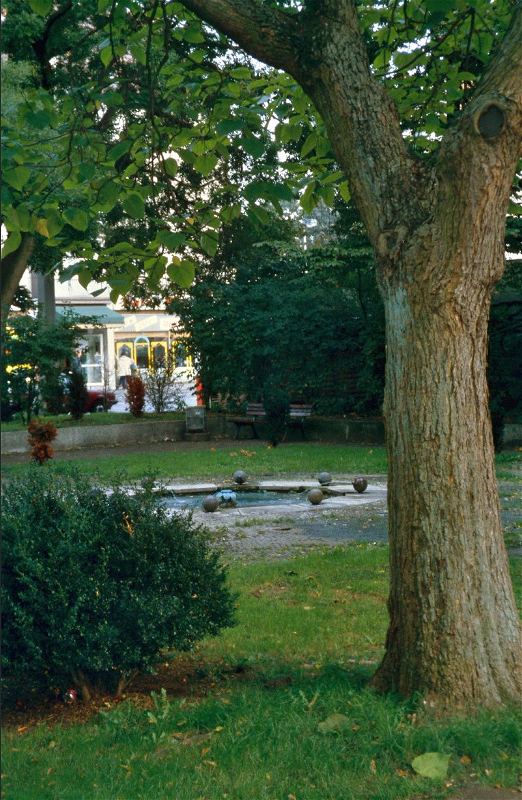
Schünemann-Brunnen (Juli 2000)

Der Schünemann-Brunnen auf dem Schünemannplatz in Hannover-Ricklingen war ein von dem hannoverschen Baurat Karl Cravatzo entworfener ebenerdiger Brunnen in einem vertieften Becken. Das Wasserspiel – lediglich in der winterfreien Zeit in Betrieb genommen – bestand aus einer aus kleinen und großen Steinen gepflasterten Wasserblume mit einer Dolde, auf die zu den Sommermonaten acht Kugeln aufgeschraubt wurden, aus denen jeweils ein Wasserstrahl entsprang. Die Anlage übte auf Besucher einen beruhigenden Einfluss aus und wurde gerne von spielenden Kindern genutzt.
Der von dem Ricklinger Bauunternehmer Christian Schünemann gestiftete Brunnen wurde 1960 auf dem damaligen Vogesenplatz installiert. In der Folge wurde der Platz zu Ehren des Vaters des Stifters, Karl Schünemann, in Schünemannplatz umbenannt.
Später wurde der Schünemann-Brunnen außer Betrieb genommen und im Jahr 2002 durch den nahegelegenen Gabbionen-Brunnen ersetzt.